# Love Give Love Takes
"Love Give Love Takes" é uma canção da banda de folk rock e música celta irlandesa The Corrs, lançada em outubro de 1997, para o álbum de estudio Talk on Corners .

## Escrita e Produção
A canção foi escita por Elliot Wollf, Danne de Viller, Oliver Leiber, Stacy Piersa, Andrea Jane Corr e Syed Sean Hosein. A produção ficou a cargo da  Kobalt Music Publishing Ltd., Sony/ATV Music Publishing LLC, Universal Music Publishing Group, Downtown Music Publishing. 